# スカムポン・スワナタット

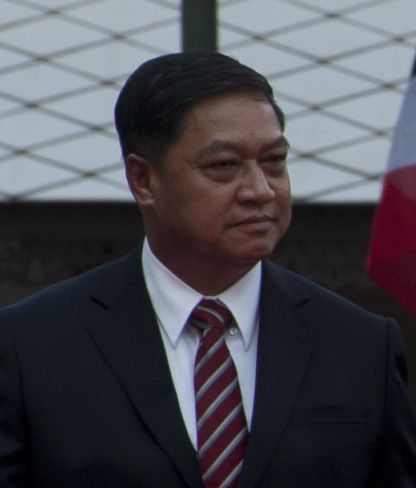
スカムポン・スワナタット、2012年撮影。

スカムポン・スワナタット（タイ語: สุกำพล สุวรรณทัต、ローマ字表記: Sukamphon Suwannathat、1951年8月17日 - ）は、タイ王国の軍人、退役空軍大将であり、政治家でもある。
タイ士官候補生学校に学び、タクシン・シナワット（後の首相）と同期生となった後、タイ空軍士官学校を卒業して空軍軍人となる。その後、空軍司令官補まで昇進したが、2006年のタイ軍事クーデターでタクシン政権が倒れると、閑職に追われた。
2011年7月の総選挙の結果を受けて、タクシンの妹インラック・シナワットが首相に就くと、非議員、元軍人として入閣し、2011年8月から2012年1月まで運輸大臣を務め、その後2013年6月まで国防大臣を務めた。